# Salah Tas
Pour les articles homonymes, voir Tas.
Abed Tas (en arabe عابد طاس) est un footballeur international algérien né le 15 mai 1950 à Tiaret. Il évoluait au poste de milieu de terrain.

## Biographie

### En club
Il évoluait en première division algérienne avec son club formateur, la JSM Tiaret ou il a passé l'intégralité de sa carrière footballistique.

### En équipe nationale
Il reçoit une seule sélection en équipe d'Algérie en 1972. Son seul match a eu lieu le 15 mars 1972 contre le Malte (victoire 1-0).

## Palmarès
JSM Tiaret
- Championnat d'Algérie D2 (1) :
  - Champion Gr. Ouest : 1969-70.